# Ка-32
Ка-32 (по кодификации НАТО: Helix-C) — советский и российский средний транспортный вертолёт соосной схемы с двумя турбовальными двигателями и неубирающимися шасси.
Ка-32 является гражданским развитием поисково-спасательного вертолёта Ка-27ПС, разработанным ОКБ имени Н. И. Камова с учётом успешной эксплуатации семейства вертолётов Ка-25 и Ка-27 с палубы кораблей.

## Разработка
Началом разработки вертолёта Ка-32 следует принимать, как и для вертолёта Ка-27, 1969 год.
Первоначально в качестве основного назначения Ка-32 предполагалось его использование для разведки ледовой обстановки в экстремальных северных условиях Арктики днём и ночью, однако позже было решено разрабатывать вертолёт для многоцелевого всепогодного применения: для поисковых и спасательных работ, транспортных перевозок, разгрузки судов и обслуживания буровых платформ, крановых работ при монтаже оборудования, вывозке пакетов ценной древесины, патрульной службы и других целей.
Вертолёт было решено оборудовать совершенным пилотажно-навигационным комплексом с бортовой ЭВМ, обзорной РЛС, противообледенительными системами и специальным оборудованием.
Отсутствие на вертолёте вооружения и поискового противолодочного оборудования и связанных с ним систем позволило использовать внутренние объёмы для размещения топливных баков и различного оборудования для гражданского применения и обеспечило увеличение грузоподъёмности вертолёта.
Первый полёт опытного вертолёта Ка-32 состоялся 24 декабря 1973 года (лётчик-испытатель Е. И. Ларюшин). Первый полёт серийного вертолёта Ка-32 — в 1980 году.
На опытном вертолёте Ка-32 впервые в истории освоения Арктики в конце 1978 года осуществлена проводка атомного ледокола «Сибирь» с караваном судов в условиях полярной ночи.
В 1981 году вертолёт Ка-32 впервые был продемонстрирован зарубежным специалистам в Минске на конференции по применению гражданской авиации в народном хозяйстве, а в 1985 году — на Парижской авиационно-космической выставке и позже на многих других выставках.

## Производство
С 1985 года вертолёты Ка-32 серийно производятся ОАО «КумАПП». К 2006 году было выпущено около 160 вертолётов Ка-32 в различных модификациях, производство продолжается.
В 2013 году заключено соглашение с корпорацией «Итун» (Китай) о возможности сборки вертолётов Ка-32А11BC в Китае.

## Модификации

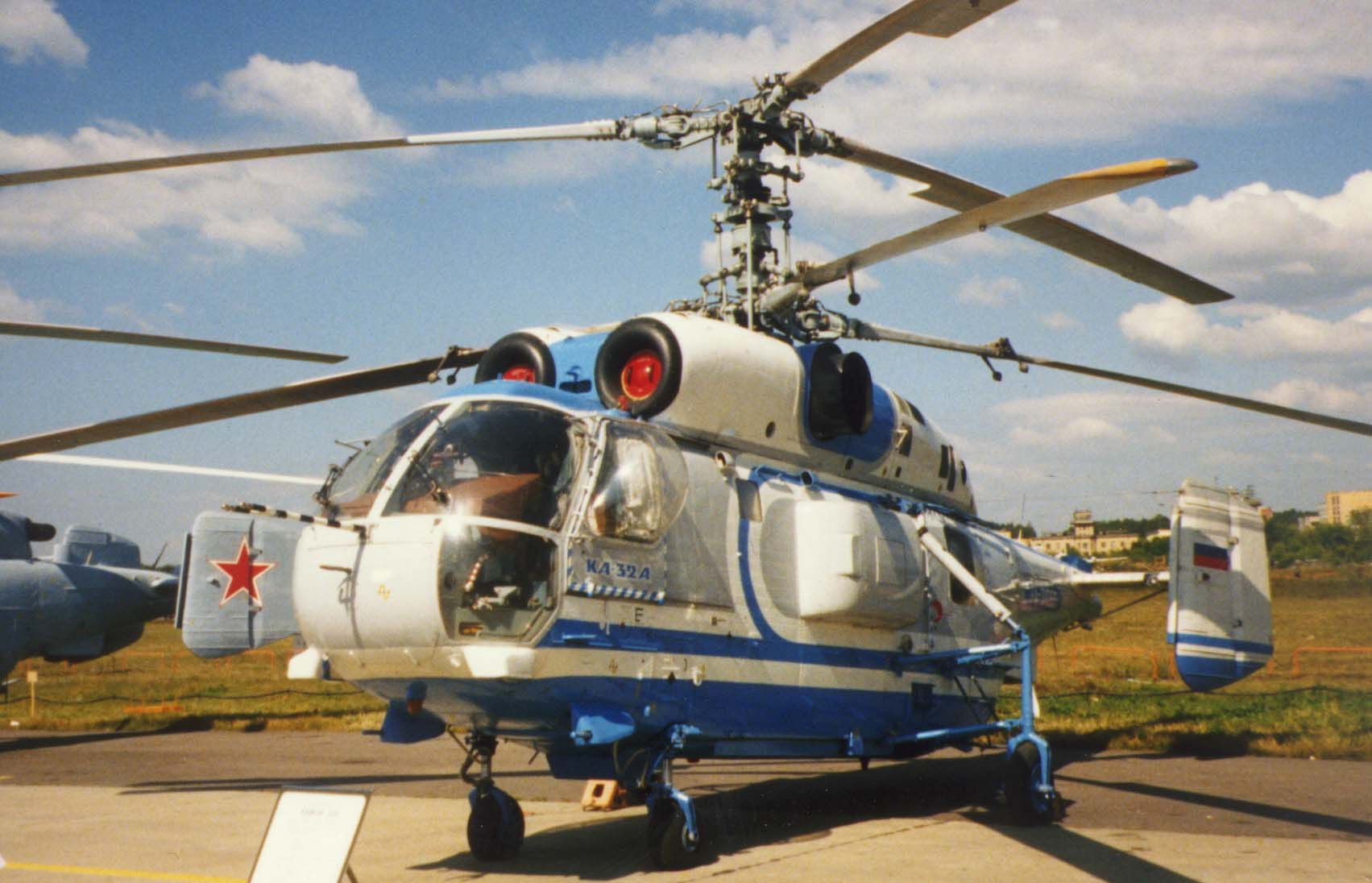
Ka-32А
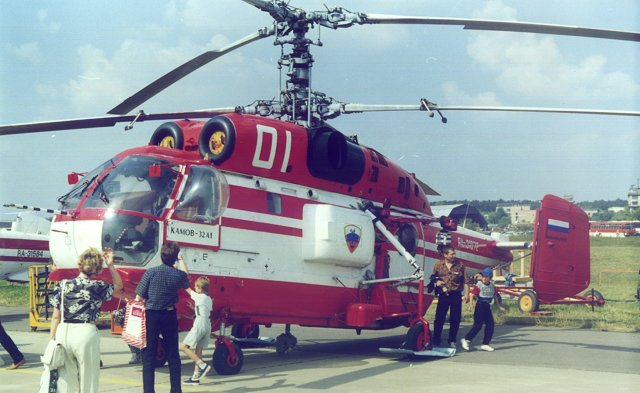
Ka-32A1
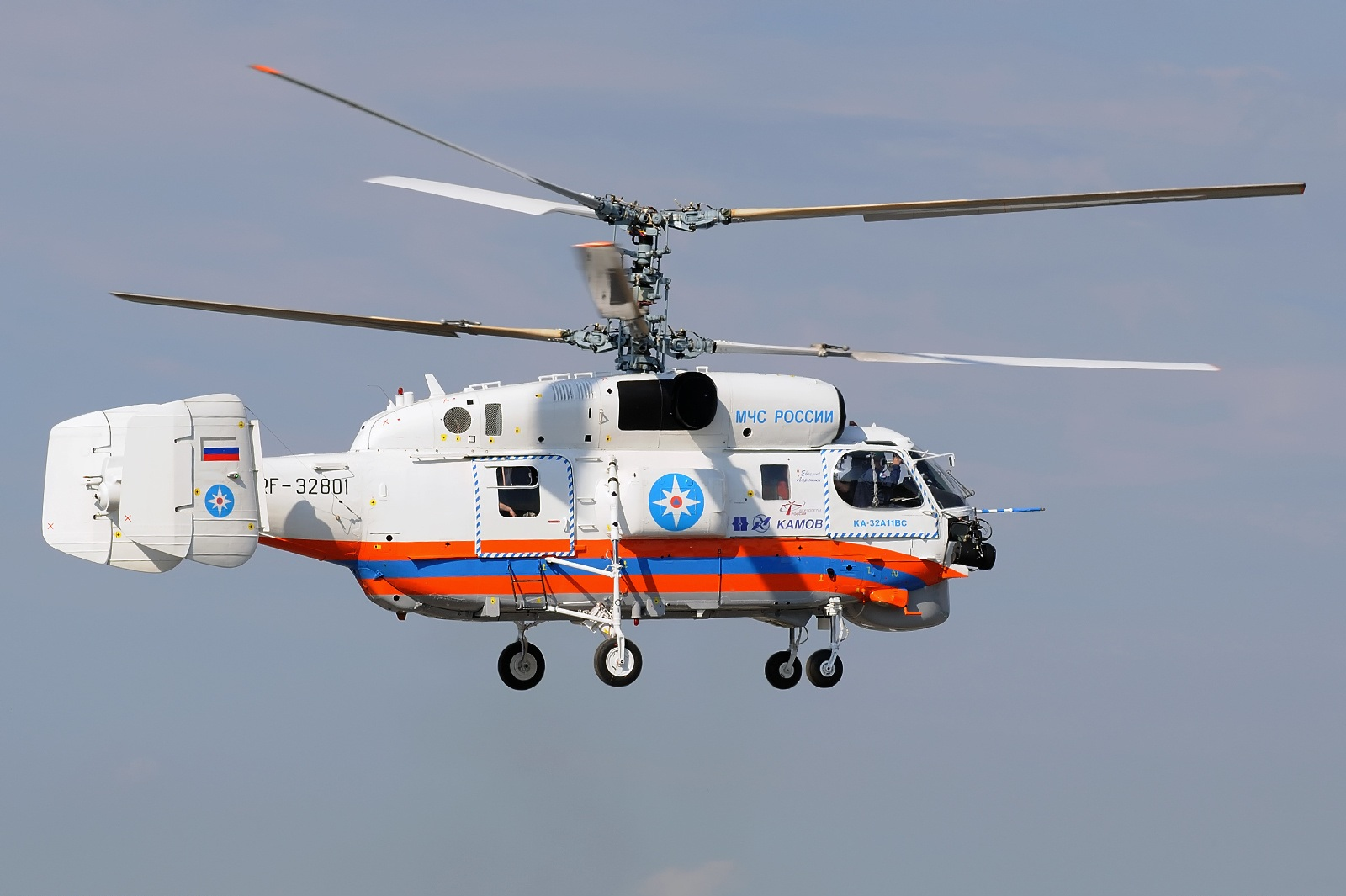
Ka-32А11ВС
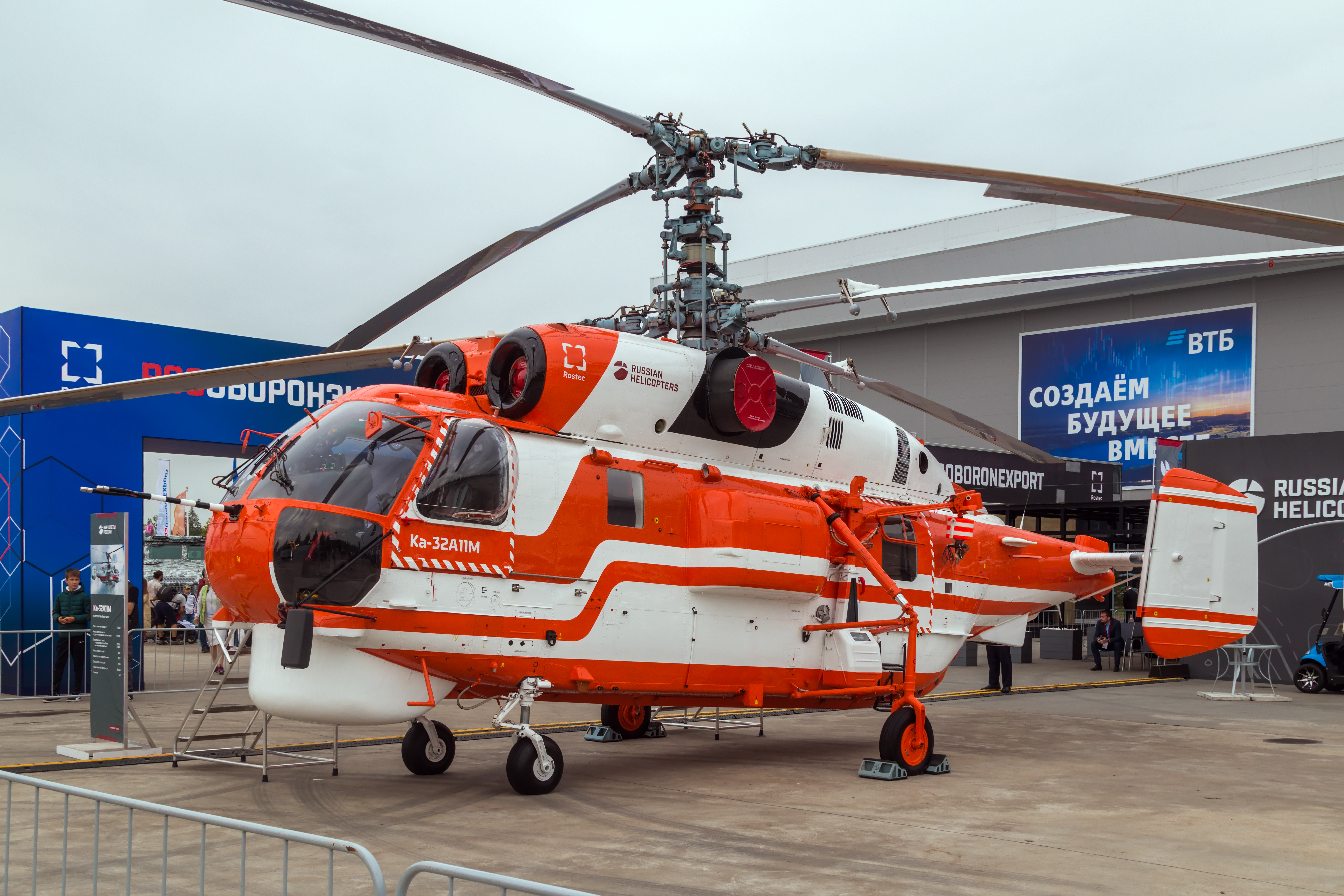
Ka-32А11М
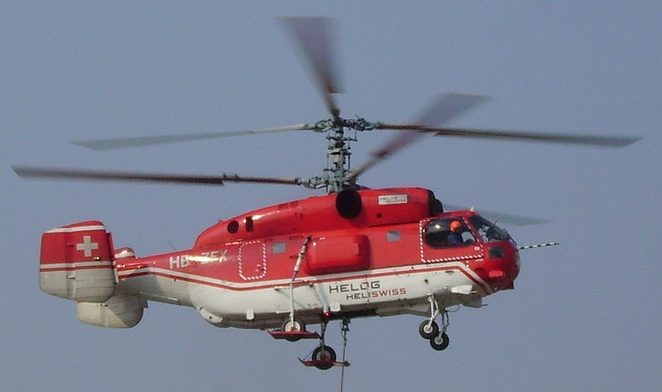
Ka-32А12
Ka-32К
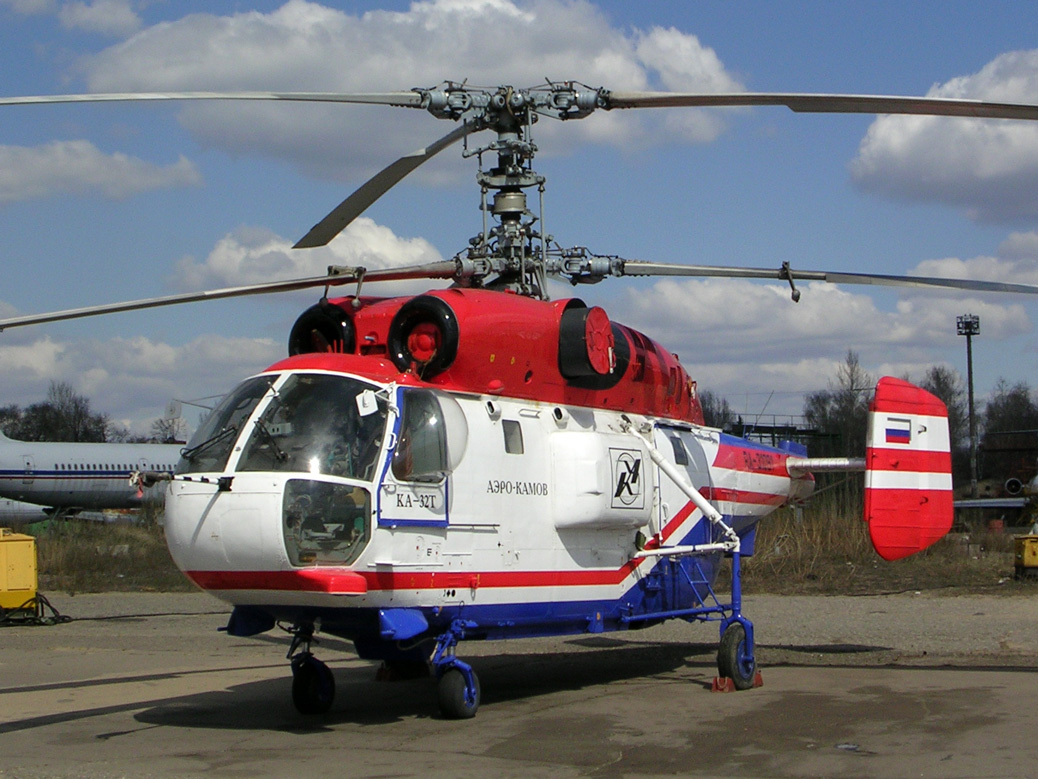
Ka-32Т

С 2010 года производятся только вертолёты модификаций Ка-32А и Ка-32А11ВС. С 2011 года выпускаются только Ка-32А11ВС.
| Название модели | Краткие характеристики, отличия. |
| --------------- | --- |
| Ка-32           | Общее обозначение. Под ним чаще всего подразумеваются вертолёты модификации Ка-32Т или Ка-32С. Исторически происходит с времён, когда других модификаций не существовало. |
| Ка-32А          | Модификация вертолёта Ка-32Т в целях выполнения сертификационных требований. Является более глубокой модификацией по сравнению с Ка-32АО. От Ка-32АО модификация отличается составом приборного оборудования, обеспечивающим выполнение полётов по ППП днём и ночью; усовершенствованной системой полного и статического давления для повышения точности измерений; а также молниезащитой блоков радиооборудования. Вертолёт имеет сертификат типа транспортной категории и послужил основой для появления новых однотипных вертолётов. |
| Ка-32А1         | Модификация вертолёта Ка-32А для противопожарной службы г. Москвы. Разработана в 1993 году. Вертолёт предназначается для эвакуации людей и тушения пожаров различной степени сложности, в том числе в высотных зданиях. От базовой версии вертолёт отличается дополнительным связным оборудованием, специализированной системой пожаротушения, установкой двух прожекторов и громкоговорителя системы внешнего оповещения. Для борьбы с пожарами вертолёт оборудован переносными огнетушителями, аэрозольными гранатами и горизонтальной гидравлической пушкой. Противопожарное оборудование может быть дополнено водосливным устройством (подвесным баком ёмкостью до 5000 литров). Для эвакуации людей из горящих зданий применяются различные транспортно-спасательные кабины, устанавливаемые на внешней подвеске. Беспарашютное десантирование пожарных расчётов на режиме висения вертолёта осуществляется с помощью спусковых устройств. Вертолёт имеет характерную красно-белую окраску. |
| Ка-32А2         | Модификация вертолёта Ка-32А для правоохранительных структур. Разработана в 1994 году в интересах ГУВД г. Москвы. Вертолёт предназначался для перевозки служебного персонала, поиска преступных групп и десантирования личного состава спецподразделений. От базовой версии вертолёт отличается изменённой топливной системой, дополнительным связным оборудованием, установкой прожекторов и двух громкоговорителей системы внешнего оповещения. В топливной системе вертолёта отсутствуют топливные баки № 5 (по бортам фюзеляжа), имеющиеся топливные баки оснащены пенополиуретановым заполнителем. Внешнее светотехническое оборудование дополнено двумя прожекторами: в носовой части фюзеляжа и на подвижной ферме в проёме грузовой двери по левому борту. Беспарашютное десантирование личного состава спецподразделений на режиме висения вертолёта осуществляется через дверной проём транспортной кабины с помощью спусковых устройств. Для возможности применения личным составом оружия вертолёт оборудован шкворневыми установками для автоматов или пулемётов. Вертолёт имеет окраску в виде пятнистого камуфляжа. Был построен один вертолёт; впоследствии он обратно переоборудован в гражданский Ка-32А. |
| Ка-32А4         | Модификация вертолёта Ка-32С для ВС Республики Корея. Корейское обозначение вертолёта HH-32A. Вертолёт дополнительно оснащён метеолокатором, бортовым компьютером с МФИ, прожектором, системами ближней навигации и посадки VOR/ILS, зарубежными радиостанциями. Вертолёт разработан на ОАО «КумАПП» совместно с израильскими фирмами. |
| Ка-32А6         | Проект пассажирского вертолёта на базе Ка-32А. Проект отличался увеличенным фюзеляжем (транспортной кабиной), приспособленным для перевозки пассажиров. Вертолёты по данному проекту не строились. |
| Ка-32А11BC      | Модификация вертолёта Ка-32А по результатам сертификации в Канаде в 1998 году. Отсюда буквы «BC» в обозначении модификации — от British Columbia. Вертолёт отличается двухкамерной рулевой системой (блоком гидроусилителей системы управления), обновлённым составом оборудования и цветовой маркировкой приборов в соответствии с требованиями зарубежных норм. Вертолёт выпускается в двух основных вариантах приборного оборудования: с аналоговыми приборами в кабине экипажа и с МФИ. До 2011 года модификация вертолёта отличалась увеличенными ресурсами и сроками службы основных компонентов. Вертолёт активно применяется для транспортировки грузов на внешней подвеске, в том числе для трелёвки древесины, строительно-монтажных работ и пожаротушения. Имеется возможность установки различного опционального оборудования российского и зарубежного производства. До 2011 года вертолёт поставлялся только на экспорт. Вертолёт этой модификации сертифицирован в Австралии, Бразилии, Европе, Канаде, Китае, Южной Корее и Японии. |
| Ка-32А11М       | Модификация предложенная для модернизации парка Ка-32 Южной Кореи (также в планы входит модернизация парка вертолетов, которые есть у основных эксплуатантов в Южной Корее, Европе, Турции и Китае). Предполагает установку более мощного двигателя ВК-2500ПС-02, нового противопожарного оборудования и БРЭО. |
| Ка-32А12        | Исполнение вертолёта Ка-32А11BC для Швейцарии. До 2011 года вертолёт считался самостоятельной моделью, созданной на основе Ка-32А11ВС. С 2011 года Ка-32А12 рассматривается как модификация (отдельное исполнение) Ка-32А11ВС и входит в единый с ним сертификат типа. Модификация отличается изменённым составом приборного оборудования, разработанным совместно с эксплуатантом Heliswiss. Было выпущено 3 вертолёта. Вертолёты имеют красно-белую фирменную окраску эксплуатанта. |
| Ка-32АМ         | Обозначение проекта вертолёта Ка-32А с увеличенной до 7000 кг грузоподъёмностью. |
| Ка-32АО         | Раннее обозначение модели: Ка-32А-О. Часто встречается неверное обозначение Ка-32А0. Модификация вертолёта Ка-32Т в целях выполнения сертификационных требований. На вертолёт устанавливаются сертифицированные основные двигатели ТВ3-117ВМА (ТВ3-117ВМА серии 02). Дополнительно установлены: ответчик УВД и термоустойчивый противоударный магнитофон. Под основные и вспомогательный двигатели установлена защита из титановых листов. Электросистемы вертолёта разделены на системы правого и левого борта. Система внешней подвески дополнительно оснащена механизмом аварийного сброса. На шкалы приборов в кабине экипажа наносится цветовая разметка. Вертолёт сертифицирован АР МАК и имеет сертификат типа ограниченной категории для перевозки грузов при условии выполнения визуальных полётов днём. От обозначения категории произошла буква «О» в обозначении вертолёта. |
| Ка-32К          | Вертолёт представляет собой специализированный вариант Ка-32Т для выполнения сложных строительно-монтажных работ («летающий кран»). Данная модификация отличается дополнительной полувыдвижной кабиной оператора, расположенной в задней части фюзеляжа. Вертолёт оборудован принципиально новой электродистанционной системой управления (ЭДСУ), позволяющей осуществлять пилотирование как из основной кабины пилотов, так и дополнительной кабины оператора. Имеется автоматическая система гашения колебаний троса с грузом на внешней подвеске и система автоматического выдерживания постоянного угла натянутого троса, соединённого с расположенным на земле грузом. Для наблюдения за грузом вертолёт оборудован телевизионной системой, которая состоит из двух телекамер: подвижной в продольной плоскости, установленной под хвостовым оперением, и неподвижной, размещённой вертикально внутри фюзеляжа вблизи троса внешней подвески. Обе телекамеры имеют регулируемые диафрагмы и фокусные расстояния. В пилотской кабине — два телеэкрана: у командира вертолёта и у второго пилота. На каждый телеэкран можно вывести изображение с любой из телекамер. Был построен один опытный экземпляр вертолёта этой модификации. Первый полёт состоялся 28 декабря 1991 года. Вертолёт впервые был показан на авиационно-космической выставке в Берлине в 1992 году. |
| Ка-32С          | Модификация вертолёта для применения на судах для ледовой разведки и поисково-спасательных работ, транспортировки грузов на внешней подвеске, перевозки пассажиров. Вертолёт может обслуживать буровые вышки и платформы на шельфе, осуществлять разгрузку судов. В качестве поисково-спасательного, вертолёт оснащается дополнительным спасательным, санитарным и осветительным оборудованием. Вертолёт является однотипным с Ка-32Т. |
| Ка-32СИ         | Обозначение вертолёта Ка-32С, предназначенного для проведения экологического исследования водных поверхностей. Вертолёт был оборудован геолого-экологическим комплексом ГЭВК-1 и топливной системой увеличенной ёмкости (с дополнительными баками № 7). В 1993 году был оборудован один вертолёт Ка-32С RA-31584 (заводской номер 8706). Впоследствии из-за закрытия программы геолого-экологический комплекс был демонтирован с вертолёта. Вертолёту было оставлено обозначение Ка-32С. |
| Ка-32Т          | Транспортная модификация вертолёта для транспортировки крупногабаритных грузов на внешней подвеске, перевозки людей и грузов в транспортной кабине. От Ка-32С отличается отсутствием локатора «Осьминог» и его обтекателя в носовой части. Также на вертолёте не устанавливается поисково-спасательное оборудование. Вертолёт является однотипным с Ка-32С. |
| Ка-32Т/С        | Универсальное обозначение однотипных вертолётов Ка-32Т и Ка-32С. |

- Ka-32А
- Ka-32A1
- Ka-32А11ВС
- Ka-32А11М
- Ka-32А12
- Ka-32К
- Ka-32Т

## Лётно-технические характеристики

### Основные размеры
- диаметр несущих винтов: 15,9 м
- высота вертолёта: 5,45 м
- длина вертолёта (со сложенными лопастями): 12,217 м
- ширина вертолёта (со сложенными лопастями): 3,805 м
- угол наклона вала несущих винтов: +4°30' (вперёд)

Габариты фюзеляжа с оперением не выходят за границы площади, ометаемой несущими винтами.

### Весовые характеристики
- Минимальная взлётная масса вертолёта: 7200 кг
- Максимальная взлётная масса вертолёта: 11 000 кг
- Максимальная полётная масса с грузом на внешней подвеске: 12 700 кг
- Максимальная масса груза в грузовой кабине:

Ка-32С: 3300 кг
Ка-32Т: 3500 кг
Ка-32А и более поздние модификации: 3700 кг
- Максимальная масса груза на внешней подвеске: 5000 кг

## Тактико-технические характеристики
Источник данных: Уголок неба

Технические характеристики
- Экипаж: 2 человека
- Пассажировместимость: 13 человек
- Грузоподъёмность: 5000 кг
- Длина: 11,30 м
- Диаметр несущего винта: 15,90 м
- Высота: 5,40 м
- Масса пустого: 6000 кг
- Нормальная взлётная масса: 11000 кг
- Силовая установка: 2 × ТВ3-117ВМА
- Мощность двигателей: 2 × 2200 л. с.

Лётные характеристики
- Максимальная скорость: 260 км/ч
- Крейсерская скорость: 240 км/ч
- Практическая дальность: 800 км
- Статический потолок: 3500 м
- Динамический потолок: 6000 м

## Сравнение современных гражданский вертолётов КБ Камова и Миля
|                                           | Ка-226            | Ка-60           | Ка-62                         | Ка-32          | Ми-171/Ми-8АМТ        | Ми-38        |
| ----------------------------------------- | ----------------- | --------------- | ----------------------------- | -------------- | --------------------- | ------------ |
| Экипаж                                    | 1-2               | 1-2             | 1-2                           | 2              | 3                     | 2            |
| Пассажировместимость (чел)                | 4-7               | 14              | 15                            | 13             | 26                    | 30           |
| Грузоподъёмность/ на внешней подвеске, кг | 1 000             | 2 000/2 500     | 2 200/2 500                   | 5 000          | 4 000                 | 5 000        |
| Максимальная взлётная масса, кг           | 3 400             | 6 500           | 6 500/6800                    | 11 000         | 12 000                | 15 600       |
| Силовая установка                         | ГТ 2 × Arrius 2G1 | 2 × ТВаД РД-600 | 2 × ТВаД Turboméca Ardiden 3G | 2 × ТВ3-117ВМА | 2 × ТВ3-117 (ВК-2500) | 2 × ТВ7-117В |
| Мощность двигателей, л. с.                | 580 л. с          | 2 × 1300        | 2 × 1776 (на взлётном режиме) | 2 × 2200       | 2 × 1641 кВт          | 2 × 2800     |
| Крейсерская скорость, км/ч                | 195               | 265             | 290                           | 240            | 225                   | 260-280      |
| Практическая/перегоночная дальность, км   | 600               | 700             | 720                           | 800            | 610                   | 820/1350     |
| Статический/Динамический потолок, м       | 4100/5700         | 2100/5150       | 3200/6100                     | 3500/6000      | 3900/5000             | 5250/6300    |

## Мировые рекорды
На вертолёте Ка-32 были установлены несколько мировых рекордов, зарегистрированных Международной федерацией аэронавтики в подклассе E-1 (Helicopters). Все они были выполнены женскими экипажами и относятся к женским мировым рекордам.

### Рекорды скороподъёмности
Время подъёма на высоту 6000 м — 4 мин 46,5 с

11 мая 1983 года, Т. И. Зуева, Н. И. Ерёмина
Время подъёма на высоту 3000 м — 2 мин 11,1 с

12 мая 1983 года, Н. И. Ерёмина, Т. И. Зуева

### Рекорды максимальной высоты полёта
Максимальная высота в горизонтальном полёте — 6552 м (улучшен в 1985 г.)

11 мая 1983 года, Т. И. Зуева, Н. И. Ерёмина
Максимальная высота полёта — 8250 м

Максимальная высота в горизонтальном полёте — 8215 м

29 января 1985 года, Т. И. Зуева, Н. И. Ерёмина

### Рекорды подъёма груза
Высота подъёма с коммерческим грузом 1000 кг — 7305 м

Высота подъёма с коммерческим грузом 2000 кг — 6400 м

29 января 1985 года, Н. И. Ерёмина, Т. И. Зуева

## Авиационные происшествия
| Дата        | Бортовой номер          | Место происшествия                         | Жертвы    | Краткое описание |
| ----------- | ----------------------- | ------------------------------------------ | --------- | --- |
| 04.06.1987  | CCCP-31004              | Мурманская область, близ с. Териберка      | 4/4       | Причина — обрыв груза на внешней подвеске, вследствие чего лопнувший трос срезал стабилизатор и намотался на несущие винты. |
| 11.09.1988  | CCCP-31014              | Святой Нос                                 | н.д./н.д. | Разбился из-за проблем с двигателем. |
| 17.08.1990  | CCCP-31026              | Мурманская область, 6 км западнее Ловозеро | 11/11     | Причина — поломка редуктора. |
| 27.03.1991  | CCCP-31023              | Бабино, Ленинградская область              | 0/6       | Причина — разрушение лопасти нижнего несущего винта. |
| 02.07.1991  | СССР-31037              | Приморский край                            | 0/5       | Упал в воду. |
| 26.02.1992  | Флаг России (1991—1993) | Баренцево море                             | 7/10      | Упал в море. |
| 07.10.1992  | RA-31016                | Красноярский край                          | 4/5       | Задел ночью грузовой кран. |
| 19.10.1996  | LZ-MOX                  | Саравак                                    | 1/2       | Разбился во время сильного ветра. |
| 15.06. 1997 | HK-3850                 | Путумайо                                   | н.д./н.д. | Подробности неизвестны. |
| 09.06.1998  | RDPL-34061              | Бо Клуа                                    | 2/н.д.    | Подробности неизвестны. |
| 22.04.1999  | LZ-MO?                  | Саравак                                    | 0/2       | Отказ двигателя. |
| 11.06.1999  | RA-31029                | Вамена                                     | 1/5       | Причина — падение оборотов несущих винтов. |
| 20.07.1999  | KF002                   | Кёнсан-Пукто                               | н.д./н.д. | Подробности неизвестны. |
| 17.05.2001  | FP620                   | Андон                                      | 3/3       | Разбился избегая столкновения с другим вертолётом. |
| 26.03.2002  | HB-XKE                  | Нойенегг                                   | 0/3       | Опрокинулся при посадке. |
| 04.09.2003  | RA-31025                | Краснодарский край                         | 9/9       | Врезался в гору. |
| 20.06.2004  | HK-3851                 | Какета                                     | 1+0/3     | Потерпел аварию при взлёте. |
| 03.09.2005  | RA-31602                | Саравак                                    | 3/3       | Причина — разрушение первого и второго покрывающих дисков турбины компрессора. |
| 22.10.2005  | RA-31007                | Гёйчай                                     | 5/5       | Задел линию электропередачи при аварийной посадке из-за технической неисправности. |
| 28.08.2006  | LZ-MOZ                  | Анталья                                    | 0/5       | Участвовал в тушении лесного пожара. Разбился во время забора воды в озере. |
| 18.06.2009  | UR-AAC                  | Мугла                                      | 2/5       | Участвовал в тушении лесного пожара. Разбился во время забора воды в озере. |
| 06.11.2009  | HL9405                  | Чомбонсан                                  | 2/2       | Ка-32А, принадлежавший южнокорейской частной компании-перевозчику «Changwoon Aviation Co., Ltd.», потерпел крушение на одном из склонов горы Чомбонсан (1424 м) из-за плохих погодных условий. Вертолёт использовался в подразделении Корейской электрической корпорации (KEPCO), занимающимся монтажом опор ЛЭП. В день крушения вертолёт должен был перевезти груз древесины. |
| 23.11.2009  | HL9413                  | Чолла-Намдо                                | 3/3       | Ка-32А, находившийся в эксплуатации южнокорейской Лесной службы, разбился во время тренировочного полёта в провинции Чолла-Намдо. Погибли пилот вертолёта и два стажёра. Вертолёт столкнулся с поверхностью озера Йонам под углом 70 градусов. Следственная группа пришла к выводу о том, что крушение произошло при имитировании забора воды из озера для тушения лесного пожара. Основными версиями крушения на стадии расследования считались ошибка пилота или отказ оборудования. |
| 26.09.2010  | RA-31584                | Сочи                                       | 2/3       | Катастрофа произошла из-за самовыключения обоих двигателей по причинам применения некондиционного топлива и производственного дефекта регулятора частоты вращения свободной турбины правого двигателя. |
| 04.04.2011  | HL9400                  | Кёнгидо                                    | 2/2       | Врезался в гору, когда перевозил строительные материалы для опор линий электропередачи на строительную площадку. Причина — истощение топлива. |
| 08.12.2011  | B-7810                  | Чжуншань, Антарктика                       | 0/2       | Разбился при посадке. |
| 26.04.2012  | ER-KGD                  | с. Остров                                  | 5/5       | Вертолёт летел в Турцию для тушения пожаров. |
| 26.07.2012  | RA-31579                | возле Сочи                                 | 0/3       | Жёсткая посадка из-за отказа двигателя. |
| 09.08.2012  | RA-31596                | Мугла                                      | 5/5       | Разбился при тушении лесного пожара. |
| 03.09.2012  | CS-HMO                  | Мемориа                                    | 0/2       | Разбился при тушении лесного пожара. Во время забора воды отказал двигатель. |
| 04.08.2013  | C-GKHL                  | Белла Кулла                                | 0/2       | Жёсткая посадка. |
| 04.12.2013  | HL9404                  | Чан Бого, Антарктика                       | 0/11      | Задел лопастями контейнер, перевернулся и загорелся. |
| 08.10.2014  | Флаг Республики Корея   | Чхунчхон-Пукто                             | 0/3       | Жёсткая посадка. |
| 11.11.2014  | RF-32839                | Ставропольский края                        | 3/5       | Во время учебно-тренировочного полёта совершил жёсткую посадку в поле и загорелся. |
| 08.05.2017  | HL9414                  | Самчхок                                    | 1/3       | Участвовал в тушении лесного пожара. Задел линию электропередач и разбился. |
| 02.07.2017  | RA-31024                | Измир                                      | 0/5       | Совершил вынужденную посадку на воду. |
| 01.12.2018  | HL9419                  | Сеул                                       | 1/3       | Разбился во время забора воды. |
| 25.03.2021  | RF-32805                | Калининградская область                    | 1/3       | Упал в воду. |
| 29.10.2021  | B-7811                  | Чэньчжоу                                   | 3/3       | Разбился в сложных метеоусловиях. |
| 21.09.2021  | RA-31591                | Денизли                                    | 2/7       | Аварийная посадка из-за истощения топлива. |

## Эксплуатанты

### Состоит на вооружении
- Алжир — 4 Ка-32Т, по состоянию на 2023 год[35]
- Вьетнам — 2 Ка-32, по состоянию на 2023 год[36]
- Лаос — 1 Ка-32Т, по состоянию на 2023 год[37]
- Республика Корея — 8 вертолётов Ка-32А4 поставлено[38]
- Украина — 6 Ка-32А11ВС, по состоянию на 2024 год[нет в источнике]

### Гражданские операторы
- Азербайджан — 4 Ка-32 для МЧС[39]
- Индонезия: 
  - Dimonim Air — 1 Ка-32А11ВС[40]
  - Pegasus Air Services (В лизинге BNPB) — 1 Ka-32A11BC[41]
- Испания — 9 противопожарных вертолётов Ка-32А11ВС[42]
- Казахстан — 2 Ка-32А11ВС приобретены для МЧС РК[43]
- Канада — VIH Helicopters Ltd: 3 Ка-32А11ВС и 1 Ка-32Т[44]
- Китай:
  - Министерство общественной безопасности — 7 Ка-32А11ВС[45]
  - CITIC Group — 2 Ка-32А11ВС[46]
  - Jiangsu Baoli — 4 Ка-32А11ВС[47]
- Республика Корея:
  - Helikorea — 2 Ка-32А11ВС[48]
  - Sallim-cheong (лесная служба) — 27 Ка-32Т[49]
  - Korea Fire Service — 4 Ка-32Т[48]
- Россия — МЧС: 13 Ка-32А/Т/А11ВС[50]
- Турция — Kaan Air 3:  Ка-32A11BC[51]
- Швейцария — Heliswiss: 1 Ка-32А12 и 1 Ка-32Т[52]
- Япония — Akagi Helicopter: 1 Ка-32А11ВС[53]
- Сербия - 2 вертолета противопожарной службы [54]

### Бывшие операторы
- Болгария — BH Air
- Бразилия — Helicargo
- Португалия — 6 противопожарных вертолётов Ка-32А11ВС[55]; переданы Украине[56]

## Изображения
Ка-32А11ВС на выставке HeliRussia 2011:

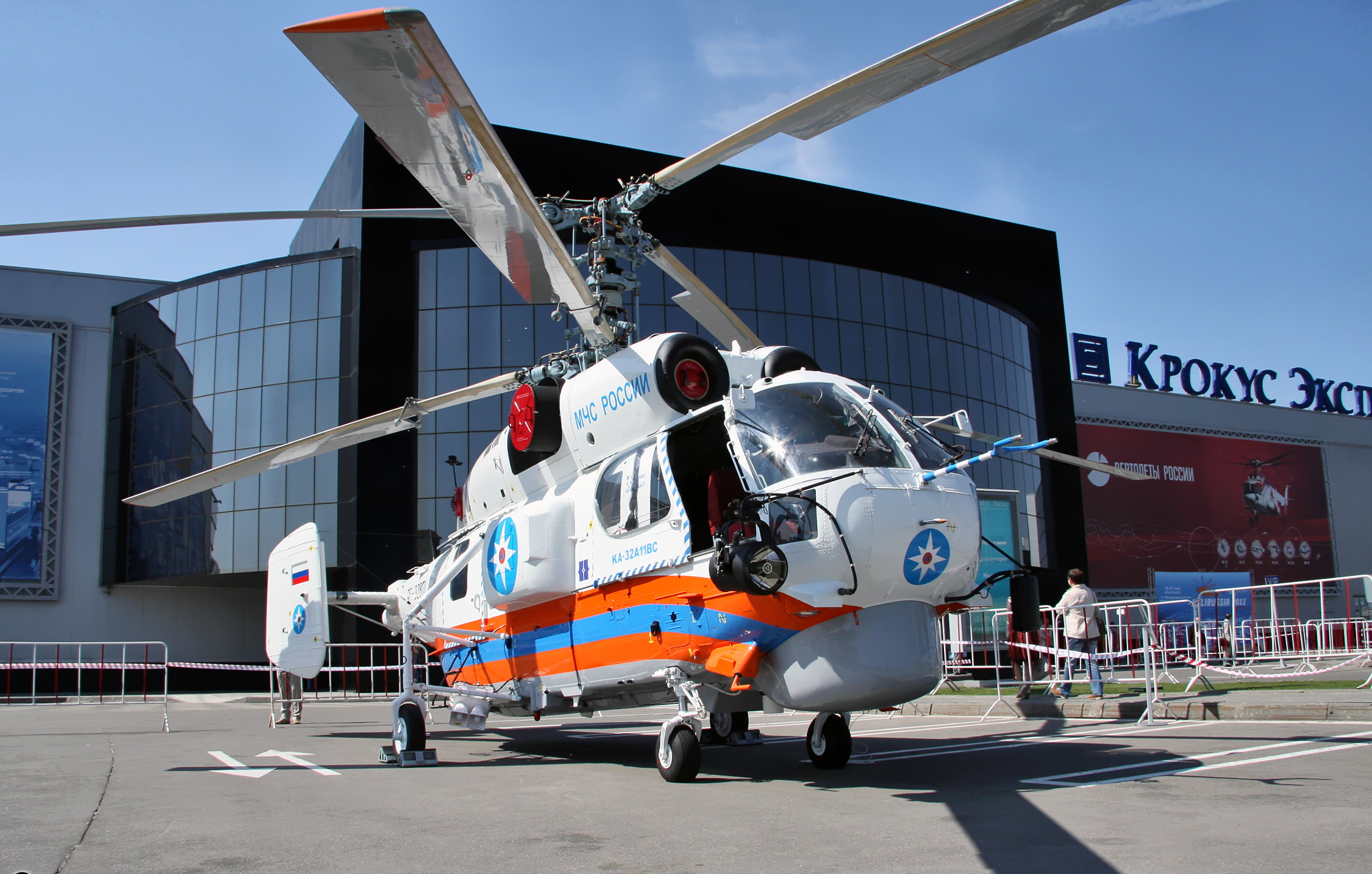
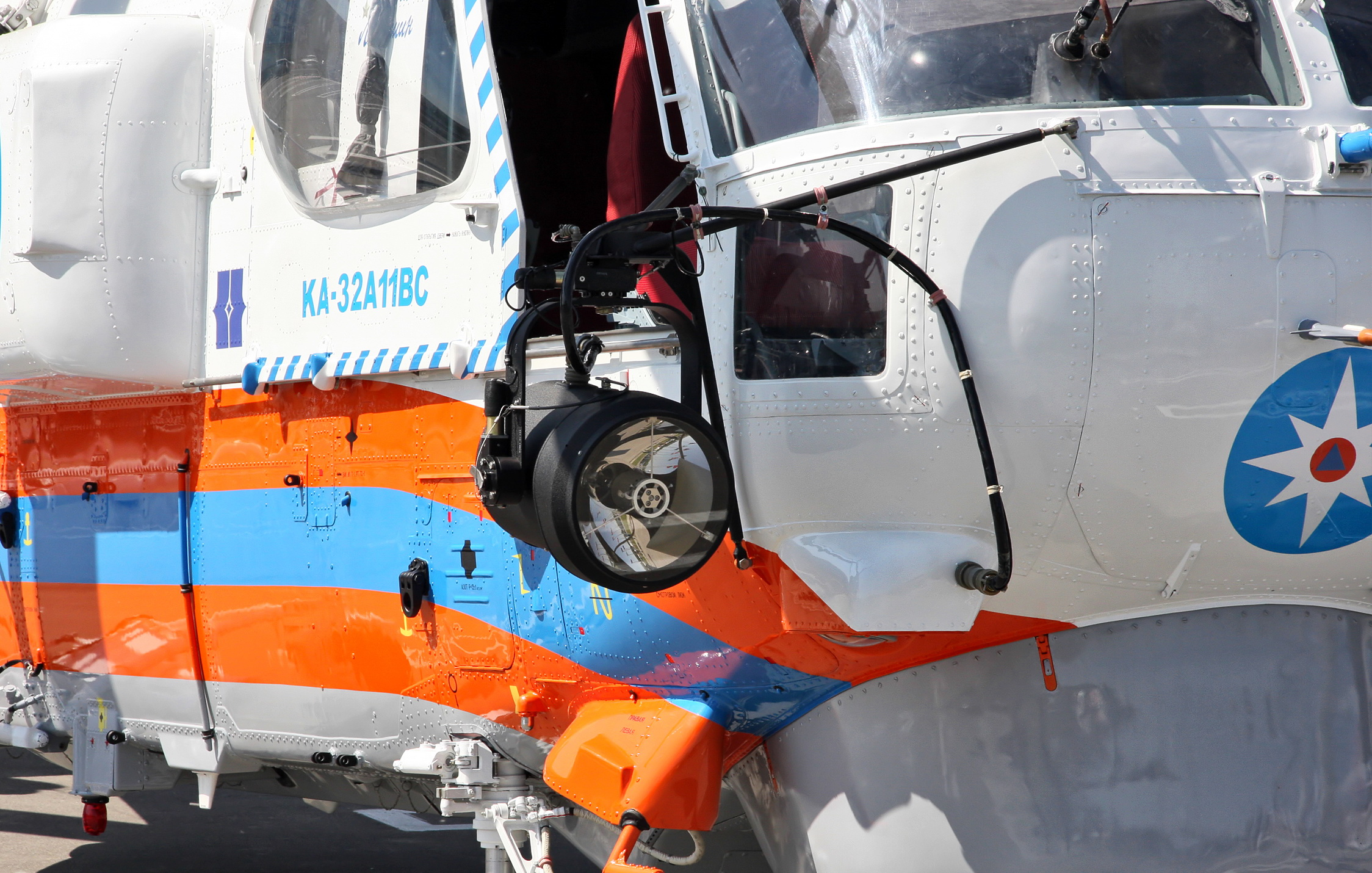
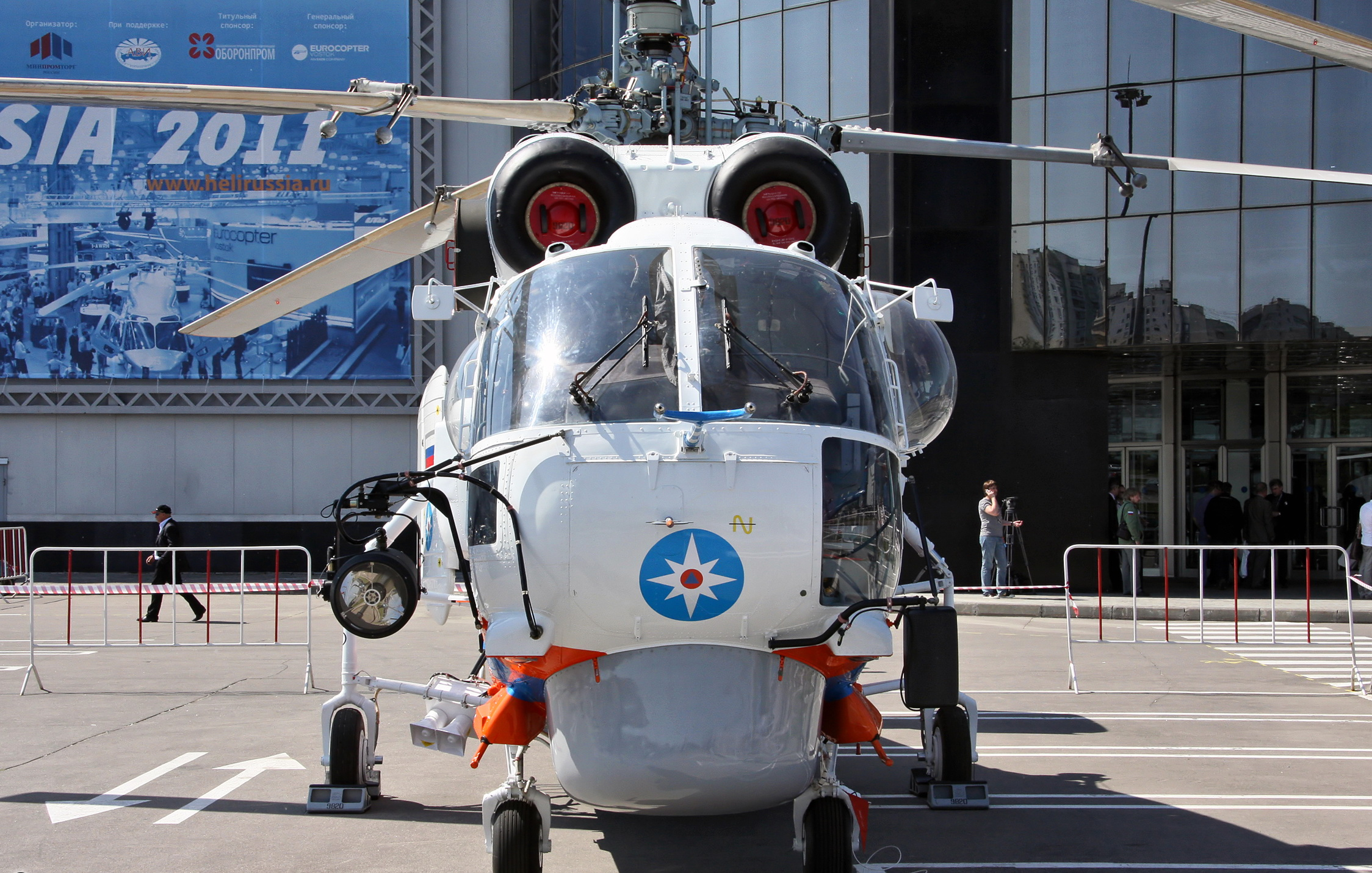
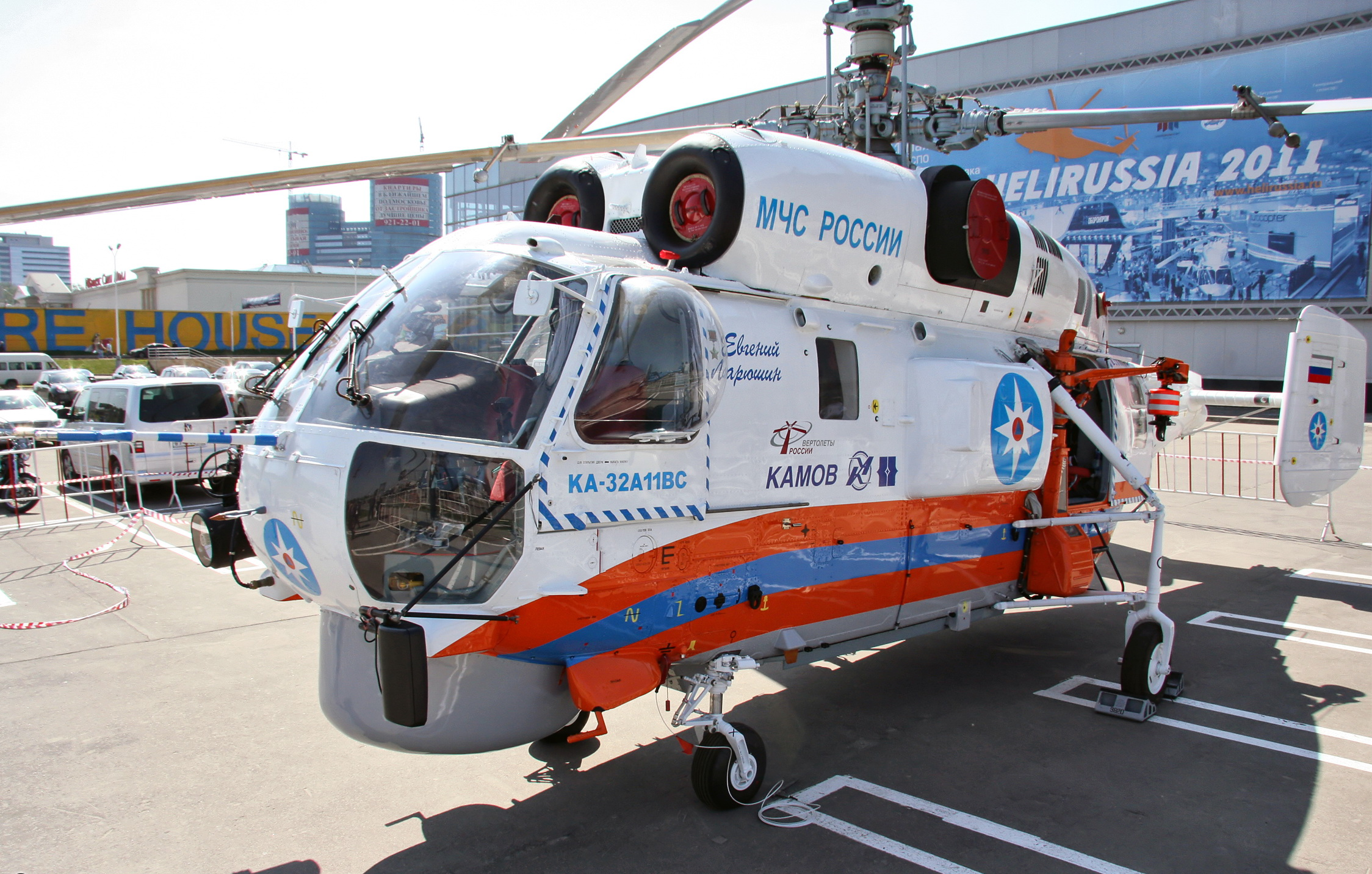
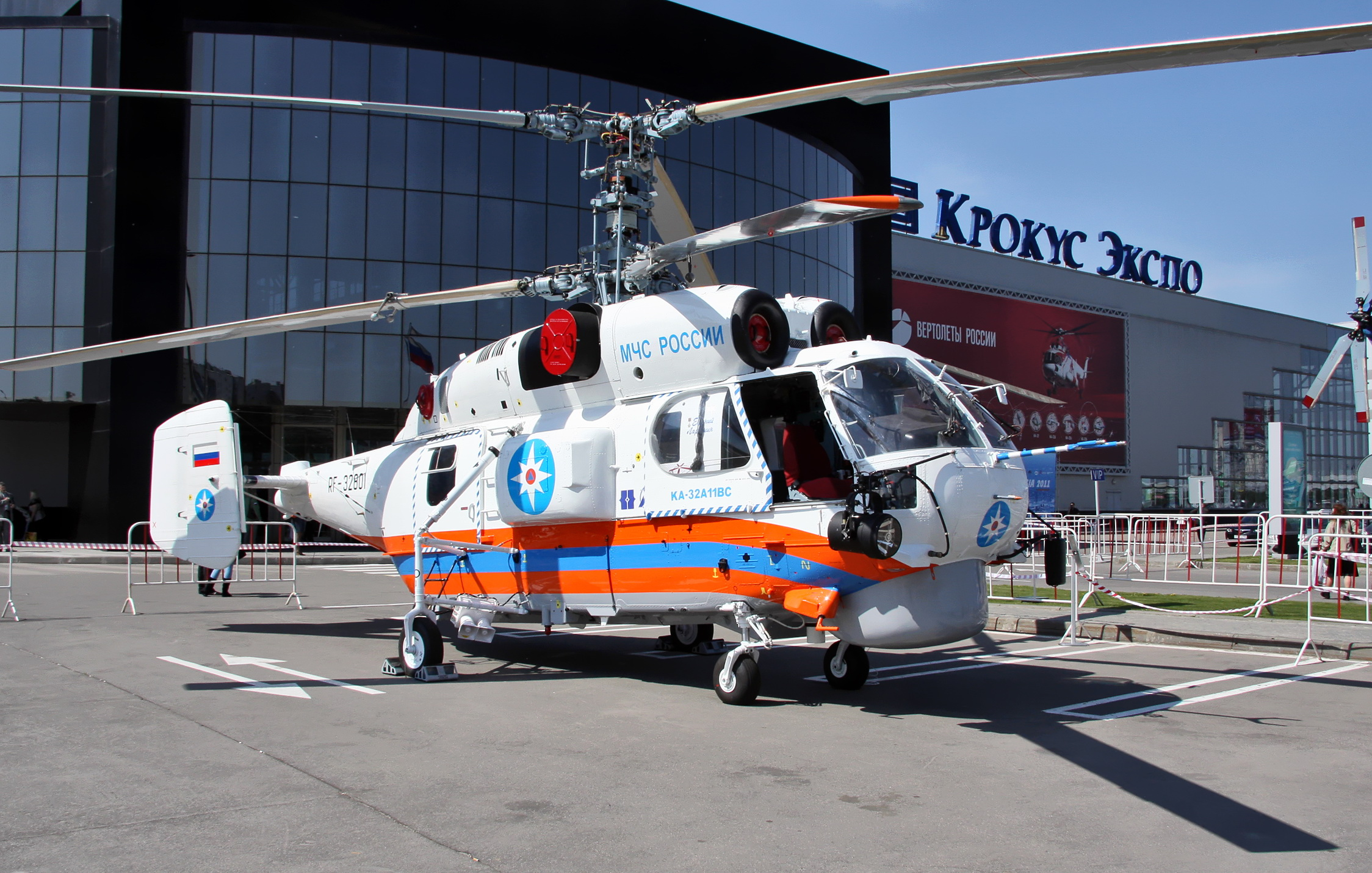
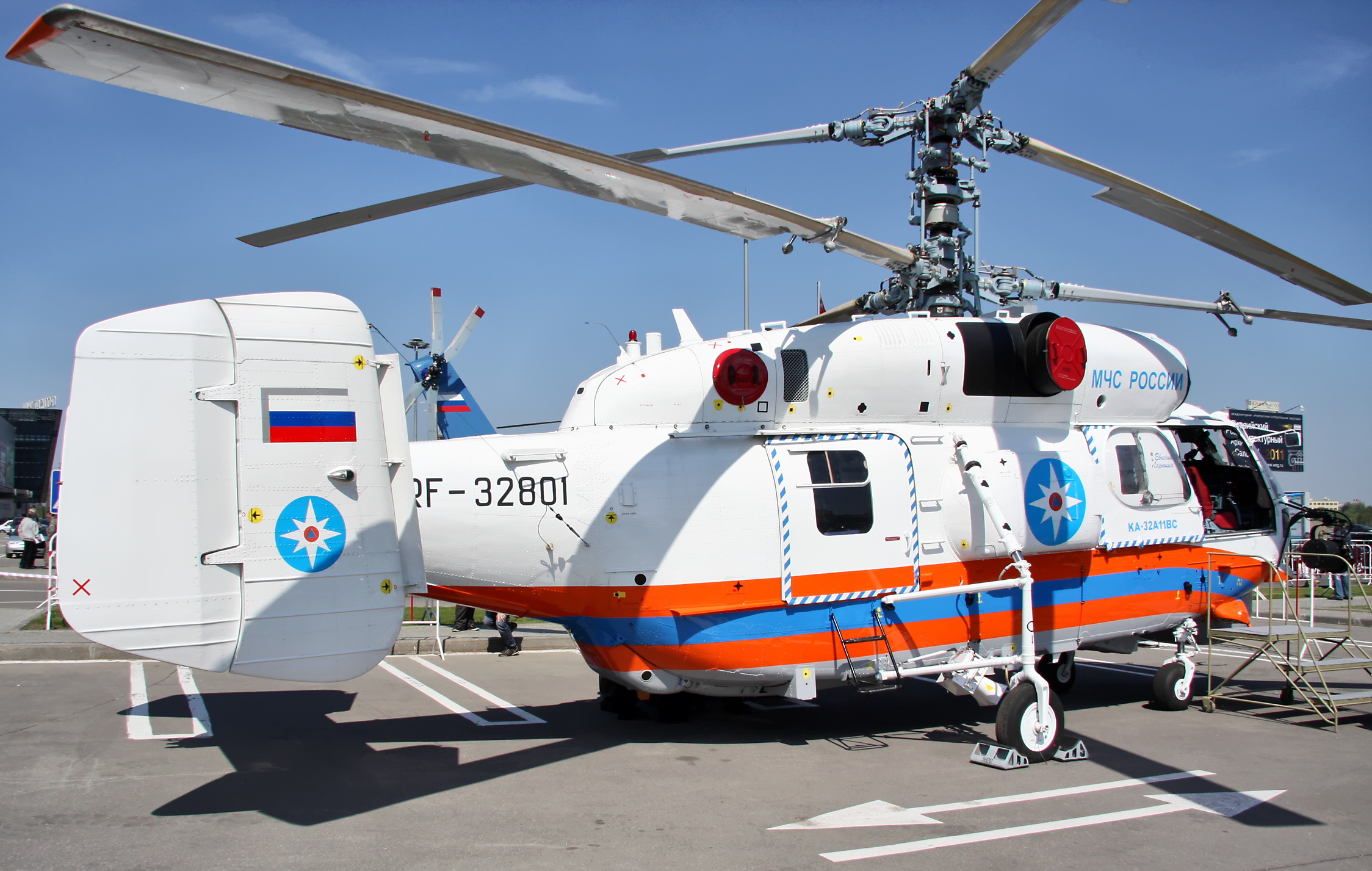